# Economía de Cataluña
La economía de Cataluña basada principalmente en los sectores secundario (industrial) y terciario (servicios), constituye alrededor de un 19 % de la economía de España. Su PIB per cápita está por encima de la media de Unión Europea.

## Macromagnitudes e indicadores sociales
Con un producto interior bruto de 236 814 millones de euros (2019 INE), la economía catalana es la segunda por PIB nominal de las comunidades autónomas de España. Con respecto al PIB per cápita, Cataluña se sitúa en 2019 en la cuarta posición después de la Comunidad de Madrid, País Vasco y Navarra, con 31 119 € (2019 INE), superior a la media española de 26 430 €, y a la media de la Unión Europea de 30 544 €.
A partir de la crisis económica de España de 2007, Cataluña sufrió un grave revés en su economía, produciéndose por primera vez, cifras negativas en la tasa de crecimiento interanual del PIB per Cápita presentando un -4,1 % en el período 2009-2010. A partir de 2013, la tendencia ha sido positiva, mostrando una tasa de crecimiento anual del PIB en 2014-2015 de 1,2 %, que ha sido muy inferior comparado con períodos anteriores al inicio de la crisis, pero que ponen de manifiesto una progresiva recuperación de la economía de Cataluña. Comparándola con otras comunidades, su desaceleración en el PIB per Cápita es acentuada ya que Madrid crece a un ritmo de 7,2 % y Extremadura al 4,8 %.
En contraposición, datos anteriores a la crisis, mostraban una tasa de crecimiento anual del PIB de 2005-2006, de 3,8 % que fue ligeramente inferior a la media de España (3,9 %), aun así, ambas eran superiores a la media de la Unión Europea (2,9 %). En el periodo 2000-2006, la tasa de crecimiento medio anual fue del 3,21 %, también inferior a la media del país del 3,34 %. En paridad de poder adquisitivo, el PIB per cápita de Cataluña (2004) es un 17, 8% superior a la media de la Unión Europea. La tasa de paro de la comunidad (2005) fue del 7,5 %, y la tasa de inflación del 4,1 %.[cita requerida]
Con respecto al PIB por sector económico, las cifras muestran que el crecimiento de la actividad económica (2003-2005) se soporta casi exclusivamente en los sectores de la construcción y de los servicios, con incrementos del 5,4 y 4,3 % respectivamente. Por el contrario, los sectores primario, la industria y el turismo han tenido un crecimiento más pequeño (e incluso negativo en el caso del sector primario en 2003 y en 2005) todos afectados por el proceso de globalización de los mercados.
Cataluña es una región signataria del proyecto de 1988 los Cuatro Motores para Europa, experimentando desde entonces un crecimiento demográfico notable, con una variación del 1,7 % en 2005, con una media de 1,5 de años anteriores, lo cual se ha traducido en un incremento del 2,2 % en el colectivo en edad de trabajar. Con un incremento de la tasa de actividad de la población en edad de trabajar, se ha reducido la tasa de paro, alrededor de los niveles de plena ocupación. No obstante, no se ha producido una reducción del tiempo de trabajo, como ha ocurrido en otras economías europeas, a pesar de que la productividad se ha estancado, con un magro crecimiento del 0,1 % (2005), el mínimo del lustro.

## Economía por sector

### Sector primario: la agricultura

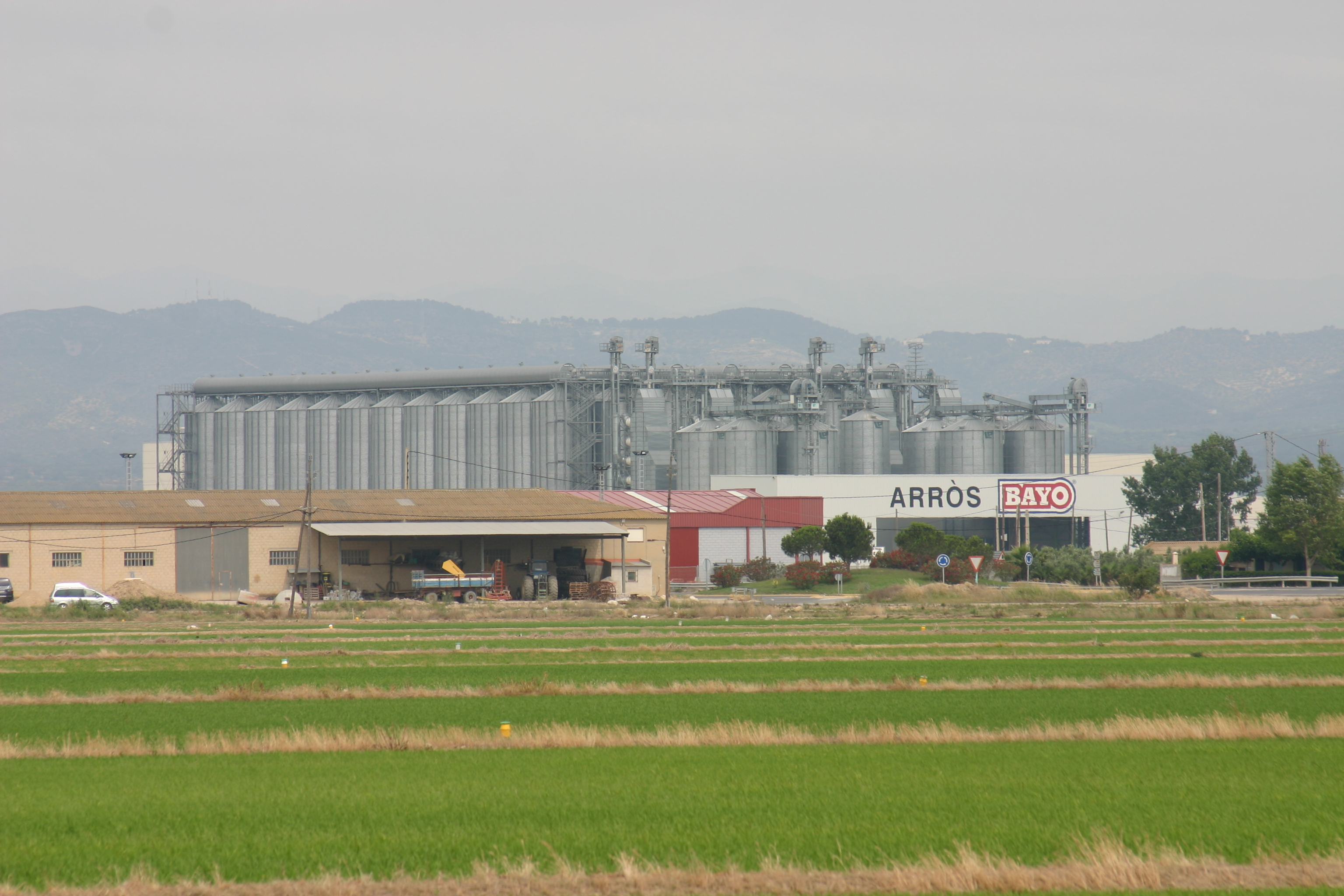
Silos de arroz, Deltebre.

El sector primario, como en los países desarrollados, ocupa sólo el 3 % de la fuerza laboral, pero está integrado por subsectores potentes que compiten a nivel mundial (como por ejemplo el cava, el vino, el ganado porcino, la fruta dulce y los derivados cárnicos). En 2004, la producción agrícola fue de 1134 millones de euros y la ganadera, de 2306 millones de euros. La producción forestal, por el contrario, sólo fue de 41 millones de euros el mismo año. El sector se ha estabilizado durante las últimas décadas, aunque con un decrecimiento importante en el número de productores, ya sea por jubilación o porque han abandonado su producción, lo cual ha propiciado un aumento en la superficie de las unidades de producción más cercano al óptimo. El censo agrario del Instituto Nacional de Estadística de 1999 mostró un decrecimiento del 41,4 % en el número de unidades o explotaciones agrarias entre 1989 y 1999, una cifra muy superior al resto del territorio español, que fue del 21,7 %, un decrecimiento que a la vez implica un aumento en la superficie por explotación; de hecho, la extensión de las fincas en Cataluña ha aumentado un 54 %, mientras que en el resto de España, sólo un 20 %.
La principal comarca en el sector de la huerta es el Maresme, la cual, aun así, se enfrenta a serios problemas para mantener su superficie debido al el crecimiento constante del área metropolitana de Barcelona, una situación que a la vez le ofrece una ventajosa proximidad con los grandes consumidores. La fruta dulce es un sector de crecimiento y de calidad, basada principalmente en Lérida. El municipio de Alcanar, en la comarca del Montsiá, es líder en la producción de cítricos: aporta más del 50 por ciento de la producción catalana de cítricos y también más del 75 por ciento de la producción española de vástagos de cítricos.

### Sector secundario: la industria

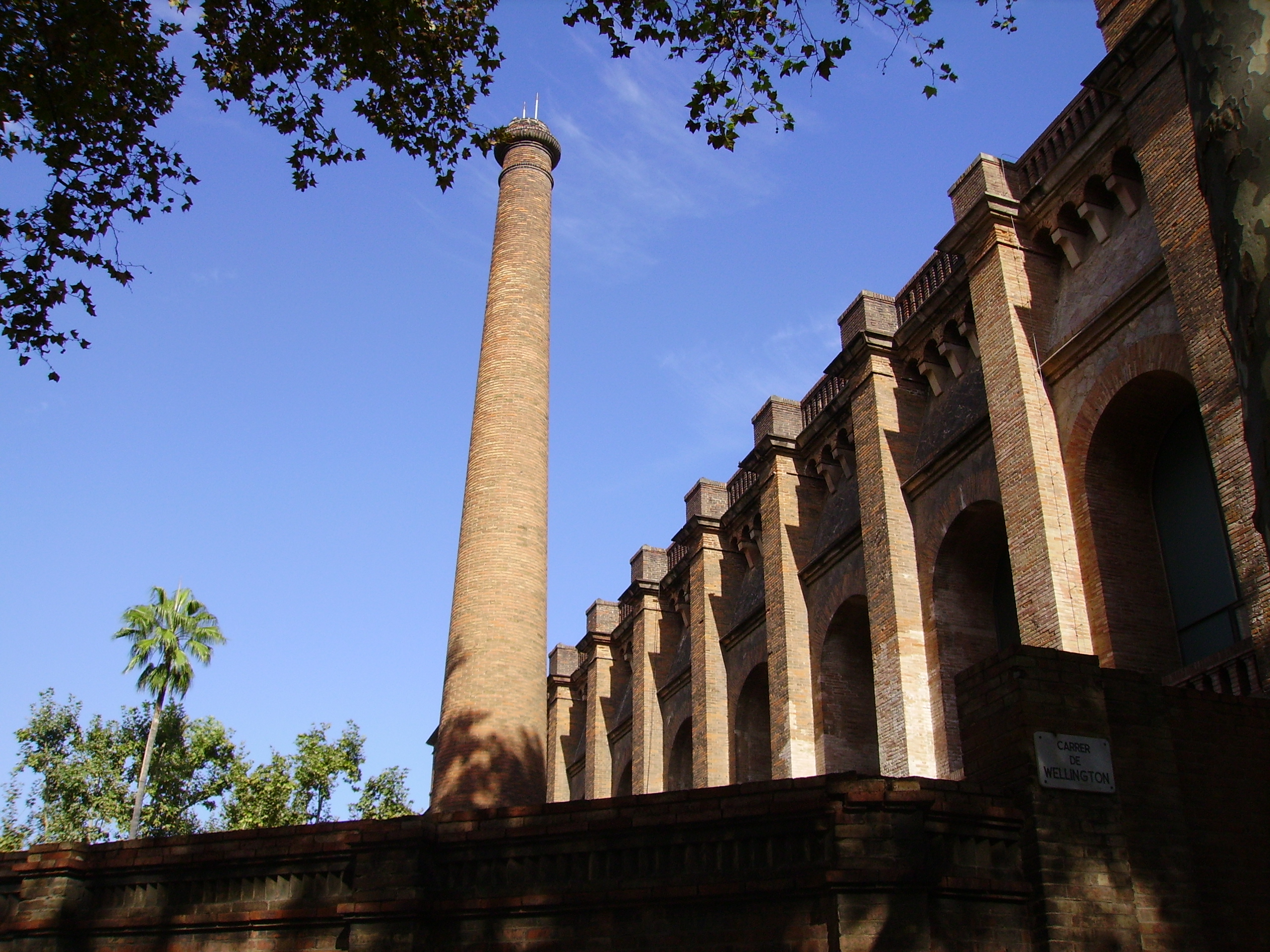
Antigua fábrica de Ca l'Aranyó, Barcelona.

Actualmente la industria se concentra en Barcelona y su área de influencia, seguida del resto de capitales provinciales y otras ciudades de tamaño medio. La industria catalana protagonizó el desarrollo económico de Cataluña, y hasta mediados de los años setenta, fue el sector que encabezó la economía, con un 45 % del total del producto interior bruto (PIB) catalán, y ocupando además al 40 % de la población activa en 1979. A nivel del Estado, Cataluña es la comunidad con mayor participación en el PIB industrial español, con el 25 %.[cita requerida]
En 2001, el valor agregado bruto del sector industrial había decrecido al 27,2 % del total. El sector industrial se fundamenta en la industria de la transformación —históricamente la textil— que en la actualidad también incluye la industria del automóvil, la industria química, la industria farmacéutica, la alimentación, las construcciones navales, y las nuevas industrias relacionadas con el material informático y telemático. La industria está muy concentrada —como lo está la población— en las comarcas del Barcelonés, el Bajo Llobregat, el Vallés Occidental, el Vallés Oriental y el Maresme, que en 1997 agrupaban el 67 % del total de los establecimientos industriales de Cataluña. Las comarcas del Tarragonés y el Bajo Campo destacan, no por el número de industrias, sino más bien por la dimensión y peso de éstas, como por ejemplo el sector petroquímico en Tarragona, el más grande del sur de Europa, y el metal.

### El sector terciario: los servicios

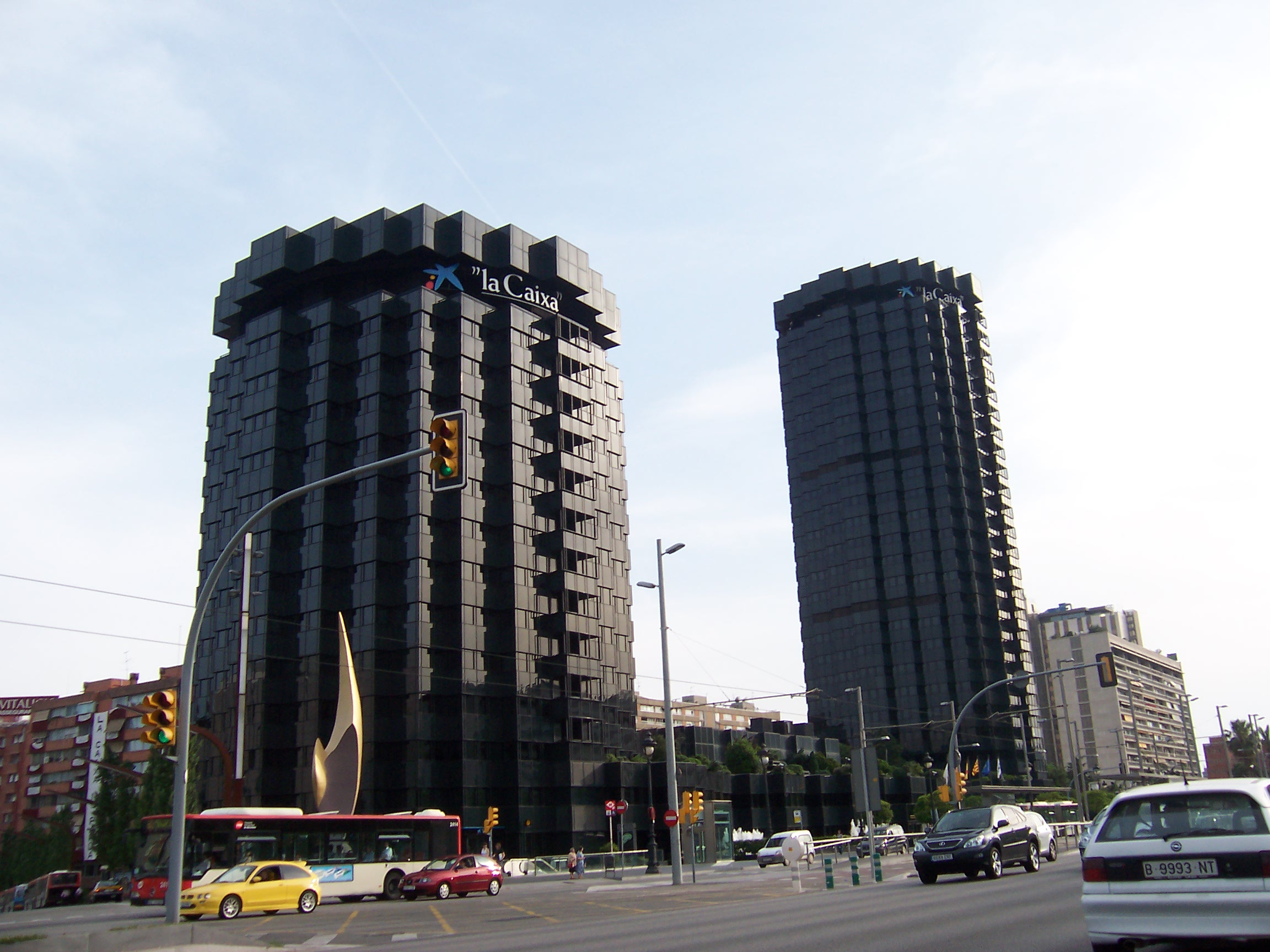
La Caixa, en Barcelona.

El sector terciario ha crecido notablemente durante las últimas tres décadas y en la actualidad es un sector amplio y diversificado, y el principal con respecto al porcentaje del PIB y a la ocupación. En este sector, también conocido como el sector de los servicios, se incluyen el comercio, el turismo, la hostelería, las finanzas, la administración pública, y la administración de otros servicios relacionados con la cultura y el ocio. El sector de los servicios produjo el 63,1 % del valor agregado bruto catalán en 2001. Destacan el turismo y todos los servicios que se le relacionan, cuyo valor agregado bruto, en conjunción con el comercio, supera el 35 % del valor total del sector de los servicios. Más recientemente, han destacado las empresas asociadas a la publicidad, incluyendo las de creación de contenido para Internet. Barcelona se ha convertido en el centro de los servicios de Cataluña, aunque las capitales comarcales constituyen centros de servicios locales y en su área de influencia. Con respecto al sistema financiero, se observa el poder de las grandes cajas de ahorros (como por ejemplo Caixa Catalunya y Caixa Laietana, entre otras), que son el núcleo del sistema financiero catalán, y cuya posición es decisiva en la inversión de la comunidad. Reúnen casi el 70 % de los depósitos privados catalanes. El único banco catalán con presencia internacional y con una dimensión competitiva, es el Banco Sabadell. Finalmente, la Bolsa de Barcelona está plenamente integrada en el sistema bursátil mundial, mientras que el mercado de valores tradicionales, como por ejemplo el mercado de futuros y las transacciones de acciones de pequeñas y medianas empresas, se encuentra en una posición similar a la del United Securities Market británico o el Second Marché francés.

## Comercio exterior e inversión extranjera

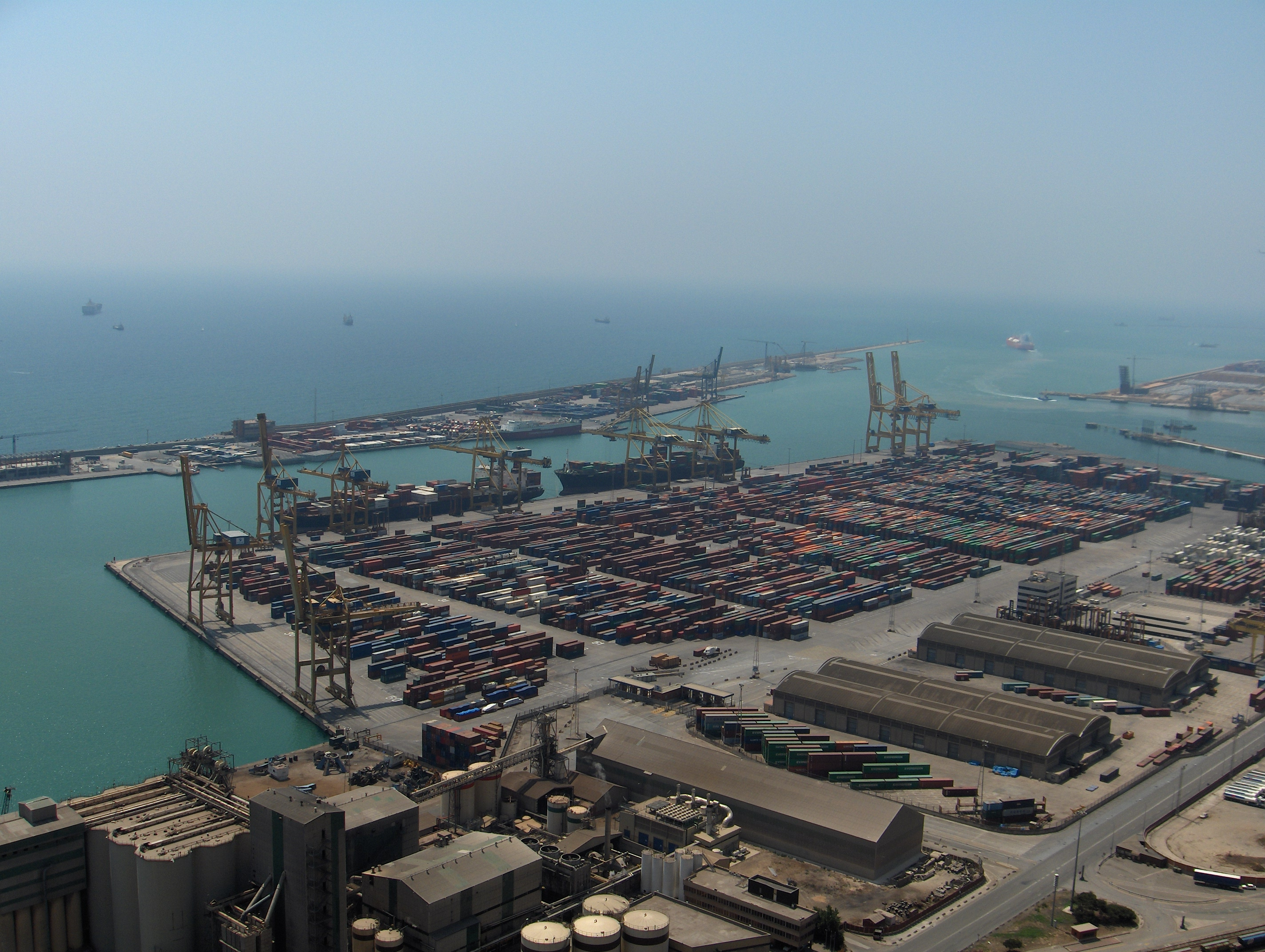
Puerto de Barcelona.

En comparación con la media española de 2003 (19,1 %), la economía catalana es mucho más abierta, con un grado de apertura del 32,8 %.
En 2012, las exportaciones catalanas sumaron 58 282 millones de euros, mientras que las importaciones sumaron 68 678 millones de euros. Se estima que el 20 % de las compañías catalanas exportan y que el 36 % de todas las compañías exportadores de España se sitúan en Cataluña, que conjuntamente acumulan el 27 % de todas las exportaciones del Estado.[cita requerida] El 81,4 % de las exportaciones catalanas se dirigen a Europa (el 73,8 % a los veinticinco de la Unión Europea), el 8 % a América, el 5,7 % a Asia, el 3,6 % a África y el 1,2 % a Australia y Oceanía. Por el contrario, el 70 % de las importaciones proceden de Europa (el 63,8 % de los veinticinco), el 18,5 % de Asia, el 6,2 % de América, el 4,9 % de África y el 0,2 % de Australia y Oceanía.
Con respecto a la inversión extranjera, los principales inversores extranjeros en Cataluña son países de la Unión Europea; el 71,7 % de la inversión extranjera proviene del continente (2005). En 2005, los principales inversores fueron los Países Bajos (43,3 % del total de inversiones), los Estados Unidos (18,0 %), Luxemburgo (7,9 %) y Alemania. Asimismo, los países de la Unión Europea fueron los principales receptores de inversión catalana, representando el 72,8 % del total. Los principales países receptores de inversión catalana en 2005 fueron Francia (22,2 % del total de inversiones), el Reino Unido (9,0 %), Argentina (8,3 %) y los Estados Unidos (5,6 %).
En 2001, había 164 empresas catalanas multinacionales, con establecimientos productivos en el extranjero. Actualmente  (2015) se estima que este número está actualmente sobre las 30.000 empresas de tipo mediano-grande[cita requerida]. El número de empresas catalanas que exportan al exterior pasa de las 45.000, si bien la inmensa mayoría tiene un tamaño pequeño, aunque un nivel de exportación creciente.[cita requerida] Es por ello que la Generalidad está dando soporte a las empresas catalanas para exportar cada vez más y animándolas a encontrar sinergías por medio de fusiones o alianzas estratégicas. De las 300 empresas "grandes" y pymes que exportan, más del 60 % lo hacen en el mercado de proximidad que representa la Unión Europea y en general el 10,3 % de estas empresas se sitúan en México, el 9,0 % en Francia, el 7,9 % en Argentina, el 7,3 % en China y el 7,1 % en Brasil.